# Alicia Bruzzo
Alicia Liliana Estela Bruzzo (Buenos Aires, 29 de setembro de 1945 — Buenos Aires, 13 de fevereiro de 2007), foi uma atriz argentina. Encenou Las brujas de Salem nos anos 70.

## Filmografia
Atuou nos seguintes filmesː
- 1972: Me enamoré sin darme cuenta.
- 1973: Las venganzas de Beto Sánchez.
- 1973: Paño verde.
- 1975: Los chantas.
- 1977: Las locas.
- 1979: La isla.
- 1980: La conquista del paraíso.
- 1981: Sentimental (réquiem para un amigo).
- 1981: El bromista.
- 1983: Espérame mucho.
- 1984: La Rosales.
- 1984: Pasajeros de una pesadilla.
- 1994: Una sombra ya pronto serás
- 1995: De mi barrio con amor.
- 1997: El Che.
- 2001: Doña Ana.
- 2003: La mitad negada.

## Televisão
- 1970: Los parientes de la Galleguita.
- 1970: El monstruo no ha muerto.
- 1971: Ciclo de teatro argentino.
- 1971: El Teleteatro de Alberto Migré.
- 1971: Nacido para odiarte.
- 1972: Teatro argentino.
- 1972: Mariano Marzán, un médico de Buenos Aires.
- 1972: Ese que siempre está solo.
- 1972: Un extraño en nuestras vidas.
- 1973: Quiero saber tu verdad.
- 1973: Ese que no la quiere.
- 1973: Con odio y con amor.
- 1974: Todos nosotros.
- 1975: Teatro como en el teatro.
- 1978: Cumbres Borrascosas.
- 1979-1980: Los especiales de ATC.
- 1979: Propiedad horizontal.
- 1979: Mamá linda (Teleteatro canal 11).
- 1980-1982: El Rafa.
- 1983-1987: Situación limite.
- 1984: Pobre Clara.
- 1984: Los exclusivos del 11.
- 1984-1985: Tal como somos.
- 1985-1986: Libertad condicionada.
- 1986: Éramos tan jóvenes.
- 1988: Vendedoras de Lafayette.
- 1989: Los especiales.
- 1989-1990: Hola Crisis.
- 1990-1992: Atreverse.
- 1992: Amores.
- 1992-1995: Alta comedia.
- 2000: Verano del 98.
- 2004: El deseo.

## Teatro
- Las brujas de Salem (1972) junto a Alfredo Alcón, Leonor Manso, Milagros de la Vega, José Slavindirección de Agustín Alezzo.
- Las quiero a las dos (1979), con Arturo Puig y María del Carmen Valenzuela.
- Usted y las otras (1980).
- La venganza de Don Mendo (1980).
- La rosa tatuada (1989).
- Amoretta (1989), de Dragún, junto a Mario Pasik y Perla Santalla.
- Yo amo a Shirley (1991).
- Alta en el cielo (1992).
- Monólogos de la vagina (1998).
- Misery (1999), junto a Rodolfo Bebán. Obra inspirada en el filme Misery de Stephen King.
- Shirley (2004)
- Yo amo a Shirley Valentine (2005).

## Fotonovelas
- Crepúsculo, con Sebastián Vilar, para la Revista Contigo (1971).